# Chen Ran
Chen Ran (Chinees: 陈染; pinyin: Chén Rǎn) is een Chinese avant-garde schrijfster. Haar meeste werk verscheen in de jaren 1990. Vaak hebben deze betrekking op Chinees feminisme.

## Leven
Chen Ran werd in Beijing geboren in 1962. Haar ouders scheidden op middelbare school leeftijd. Daarna verbleef ze bij haar moeder. Als kind studeerde ze muziek, maar sinds haar 18e kreeg ze meer belangstelling voor literatuur.
Chen Ran studeerde Chinese Letteren (Chinese tekens) aan de Normale Universiteit van Beijing van 1982 tot 1986 en studeerde af toen ze 23 was. Daarna was ze ruim 4 jaar universiteitsdocent. Ze gaf ook colleges als uitwisselingsdocent aan onder andere Melbourne Universiteit, de Universiteit van Berlijn, de Universiteiten van Londen, Oxford en Edinburgh. Tussen 1987 en 1989 publiceerde ze surrealistische korte verhalen met een filosofische achtergrond.
Ze leeft en werkt in Beijing. Ze heeft verscheidene bundels korte verhalen gepubliceerd en is lid van de Chinese Schrijvers Associatie. Ze won veel prijzen, zoals de eerste Huidige Chinese Schrijfster Prijs. 

## Werk
De verhalen van Chen Ran hadden grote aandacht van vrouwelijke critici en van uitgevers op de culturele markt in de jaren 1990. Chinese feministe critici prezen haar weergave van man-vrouw-verhoudingen en de introductie in de literatuur van de intieme vrouwelijke ervaring, inclusief lesbische liefde (of affectie zoals zij het noemt) en de verhouding moeder-dochter.
De publicatie van haar eerste novelle, Private Life (in het Engels), in 1996 veroorzaakte een verhit debat in Chinese literaire kringen. Als resultaat van haar schrijfstijl, die erg persoonlijk is en open, hebben sommige critici haar verweten de nieuwe massa consumentenmarkt te zoeken.
De film Yesterday’s Wine, gebaseerd op haar korte verhaal met dezelfde naam, werd gekozen om op de Vierde Wereld Conferentie over Vrouwen (Beijing, 1995) getoond te worden.